# ديفيد جيرارد (مؤلف)
ديفيد جيرارد (مواليد 1967-) هو مسؤول أنظمة تكنولوجيا المعلومات الأسترالي، ومؤلف مالي ومسؤول ويكيبيديا، وهو معروف بأنه من المشككين في العملات المشفرة والمعلقين على العملات المشفرة والرموز غير القابلة للاستبدال (NFTs) وتقنيات سلسلة الكتل ذات الصلة. وهو مؤلف كتب العملات المشفرة هجوم على سلسلة الكتل التي يبلغ طولها 50 قدمًا (2017)، و الميزان متجاهلا (2020).

## انتقادات للعملات المشفرة
أعرب جيرارد عن آراء متشككة بشأن العملات المشفرة ورموز NFT وتقنيات سلسلة الكتل.

## المناصرة
في عام 2018، تمت استشارة جيرارد من قبل لجنة الخزانة المختارة في برلمان المملكة المتحدة أثناء تحقيقها في الأصول المشفرة، وتم الاستشهاد بشهادته في التقرير النهائي للجنة. تم الاستشهاد بأعماله في العديد من الأوراق الأكاديمية والمجلات حول العملات المشفرة وتقنيات blockchain ذات الصلة. 
في عام 2022، تم إجراء مقابلة مع جيرارد في برنامج 60 دقيقة أستراليا حول مخاطر العملات المشفرة وانفجار فقاعة العملات المشفرة، وعلى قناة سي إن إن بيزنس حول مخاطر فقاعة الرموز غير القابلة للاستبدال في الولايات المتحدة.  تم إجراء مقابلة مع جيرارد في الفيلم الوثائقي الكندي لعام 2021 مفتاح الرجل الميت: لغز التشفير ، والذي يتحدث عن انهيار شركة العملات المشفرة الكندية كوادريغا للحلول المالية، في عامي 2018 و2019.
لقد أثار موقف جيرارد المناهض للعملات المشفرة غضب أجزاء من مجتمع العملات المشفرة، بما في ذلك وصفه بأنه "الرجل الأكثر كذبًا فكريًا في عالم العملات المشفرة". وقد نال جيرارد دعمًا عامًا من المعلقين الماليين البارزين، كما حدث في عام 2021 عندما قام المستثمر الأمريكي مايك بيري بتغيير صورة تويتر الخاصة به إلى اقتباس من كتاب هجوم البلوكشين بطول 50 قدمًا: "توجد NFTs حتى يتمكن محتالو العملات المشفرة من الحصول على نوع جديد من الفاصوليا السحرية لبيعها مقابل أموال حقيقية، والتظاهر بأنهم لا يبيعون فاصوليا سحرية".

## كتب
في عام 2017، أصدر جيرارد كتابه الأول، هجوم البلوكشين بطول 50 قدمًا ، والذي ينتقد العملات المشفرة، من بين أسباب أخرى، لتكلفة الطاقة والعدد الكبير من عمليات اختراق التبادل. يقدم جيرارد تفاصيل حول القضايا التكنولوجية المتعلقة بالبنية التحتية لتطبيقات blockchain، بما في ذلك العقود الذكية ، والتي يصفها بأنها ليست عقودًا ذكية ولا قانونية. يخصص الكتاب أجزاءً منه لتفنيد الادعاءات التي يطلقها أنصار العملات المشفرة؛ على سبيل المثال، يقدم الكتاب أدلة على أن البيتكوين لم يتخلص من الفساد الموجود في البنوك والأسواق التقليدية أو يساعد الناس على الخروج من براثن الفقر.
وصفت سو هالبرن الكتاب في مجلة نيويورك ريفيو أوف بوكس بأنه "رد رزين على كل التوقعات المتفائلة بشأن العملات المشفرة". وصف مارتن ووكر من مجلة Business Review التابعة لمدرسة لندن للاقتصاد الكتاب بأنه "أول هجوم حقيقي بلا أي قيود على حركة البيتكوين/العملات المشفرة/البلوكتشين بأكملها". فيما يتعلق بفقاعة العملات المشفرة ، قالت هيئة الإذاعة البريطانية (بي بي سي): " إن كتاب هجوم البلوكتشين بطول 50 قدمًا هو هدم مقنع للغاية للظاهرة بأكملها".  في مجلة American Book Review ، أوصى آرون جافي بكتابه إلى جانب كتاب ديفيد جولومبيا "سياسة البيتكوين: البرمجيات باعتبارها تطرفًا يمينيًا" .
في عام 2020، أصدر جيرارد كتابه الثاني، الميزان متجاهلا . يستكشف الكتاب محاولة فيسبوك الفاشلة لإنشاء ليبرا، وهي عملة مشفرة ، ويناقش ردود الفعل عليها من البنوك المركزية.

## تحرير ويكيبيديا
كان جيرارد نشطًا كمتطوع في ويكيبيديا منذ الأيام الأولى للموسوعة، وهو أحد المسؤولين عن المشروع. في أوقات مختلفة تطوع وعمل كمتحدث باسم ويكيبيديا، لمختلف منافذ وسائل الإعلام الإخبارية، بما في ذلك الظهور في برنامج نيوزنايت، والتحدث مع بي بي سي نيوز، وآخرين.

## الحياة الشخصية
يعيش جيرارد في لندن الكبرى مع زوجته وطفله.